# Núcleo arqueado

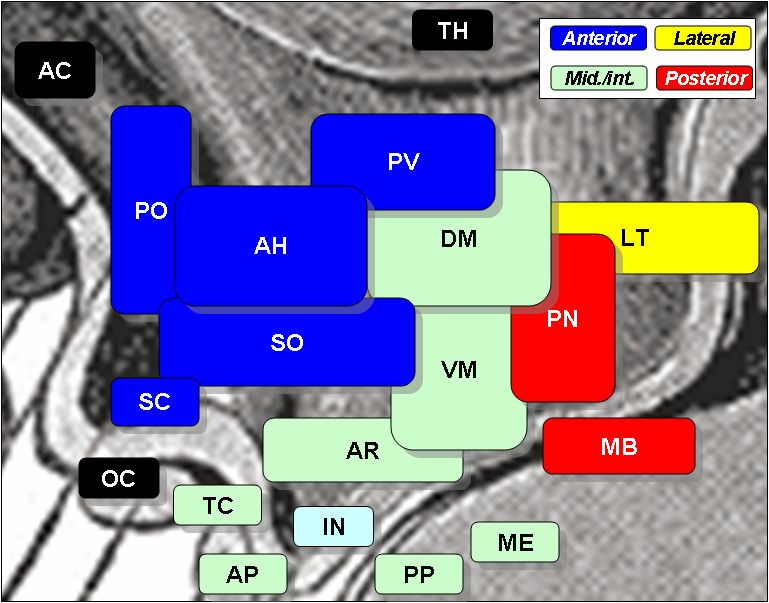

O núcleo arqueado é uma agregação de neurônios na porção mediobasal do hipotálamo, adjacente ao terceiro ventrículo e à eminência mediana.